# Multimedia-Festplatte
Multimedia-Festplatten (auch HDD Multimedia Player genannt) sind externe Festplatten, die man dank zusätzlicher Hard- und Software direkt an einen Fernseher anschließen kann, um auf ihnen gespeicherte Fotos anzusehen, Filme abzuspielen, Musik zu hören oder andere Mediendateien darzustellen. Aufgrund der verbauten Decoder vereint eine Multimedia-Festplatte Speichermedium und Abspielgerät in einem Gerät. Bei einem Großteil der heute verkauften Multimedia-Festplatten erfolgt der Anschluss an den Fernseher mittels HDMI-Kabel.

## Marktnische
Mit dem Aufkommen der MP3-Player bildeten sich große Ansammlungen von MP3-Musikdateien bei den Nutzern.
Selbiges passierte mit den JPEG-Bilddateien bei der Einführung von Digitalkameras.
Diese MP3-Dateien bzw. JPEG-Bilddateien konnten jedoch nicht ohne weiteres an dem heimischen Fernsehern oder Stereoanlagen abgespielt bzw. dargestellt werden. Für diese Marktlücke wurden Multimedia-Festplatten konzipiert, die ein problemloses Anschließen und Darstellen bzw. Abspielen verschiedener Medienformate ermöglichen. Ein weiterer Anwendungsbereich von Multimedia-Festplatten liegt in bewegten Bildern. Sie ermöglichen die gesammelte Speicherung ganzer DVD- bzw. Blu-ray-Sammlungen, auf die per Heimkinoanlage zugegriffen werden kann.

## Dateiformate
Moderne Multimedia-Festplatten unterstützen in der Regel folgende Videoformate: H.264, MPG, MPEG-1, MPEG-2, MPEG-4, TS, VOB, WMV, MOV, MP4, Xvid, DIVX, AVI, MKV, M2TS.
In der Regel werden auch folgende Bildformate unterstützt: JPEG, PNG, BMP, GIF, TIFF.
Die Unterstützung oben genannter Containerformate wie MKV und AVI schließt den Support von MP3, AAC und OGG als Audioformat mit ein.

## Dateisysteme
Für gewöhnlich wird das FAT32-Dateisystem genutzt, um eine Plattformübergreifende Kompatibilität sicherzustellen. Es gibt auch Geräte mit NTFS – da dieses jedoch ein proprietäres Dateisystem von Microsoft ist, kann es hier zu Inkompatibilitäten beim Einsatz mit anderen Betriebssystemen kommen.

## Ausstattung
Multimedia-Festplatten besitzen durch ihr für gewöhnlich kompaktes Design kein oder lediglich ein kleines Display.
Die Bedienung erfolgt meist via Infrarot-Fernbedienung, wobei das angeschlossene Fernsehgerät als Anzeige fungiert.
Einige Multimedia-Festplatten sind als Streaming Clients einsetzbar, d. h., sie können Medieninhalte aus dem Internet abspielen, ohne diese lokal speichern zu müssen.
Weitere Features können eine Aufnahmefunktion oder ein integrierter DVB-Receiver sein. Diese Geräte sind dann entsprechend gekennzeichnet.

## Schnittstellen
Standardmäßig verfügen Multimedia-Festplatten über USB2.0-, HDMI- und FireWire-Schnittstellen.
Die meisten Modelle besitzen mittlerweile auch Netzwerkschnittstellen wie LAN oder W-LAN sowie einen optischen Audioausgang.